# صراع حزب الله مع إسرائيل
الصراع بين حزب الله وإسرائيل هو جزء من الصراع الإسرائيلي اللبناني وكذلك الصراع بين إيران وإسرائيل بالوكالة.

## أهم نقاط الصراع
- حرب لبنان 1982
- الصراع في جنوب لبنان (1985–2000)، والذي كان فيه حزب الله القوة الأساسية التي عارضت إسرائيل وجيش جنوب لبنان.
- صراع مزارع شبعا 2000–2006، نزاع حدودي منخفض المستوى بين حزب الله وإسرائيل، حيث يزعم حزب الله أن مزارع شبعا هي أراضٍ لبنانية تحتلها إسرائيل، إذ إثر سقوط الجولان السوري في يد إسرائيل، سيطرَت كذلك على مزارع شبعا، في حين ترى إسرائيل أن مزارع شبعا جزء من هضبة الجولان، والتي تقع تحت سيطرتها اليوم.
- حرب لبنان 2006، صراع عسكري بين حزب الله وإسرائيل
- عملية حزب الله في مزارع شبعا 2015 بين حزب الله وإسرائيل
- الصراع الإيراني الإسرائيلي خلال الحرب الأهلية السورية
- صراع حزب الله وإسرائيل (2023–الآن)

## طالِع أيضًا
- الصراع الإسرائيلي اللبناني
- الحرب الأهلية اللبنانية
- الهجمات الصاروخية اللبنانية على إسرائيل
- الحرب الأهلية السورية
- هجمات 23 أيلول على لبنان 2024